# おとめ座カッパ星
おとめ座κ星（おとめざカッパせい、κ Vir / κ Virginis）は、おとめ座の恒星で4等星。

## 名称
中国の二十八宿の１つ「亢 (Kang)」の距星とされる。2017年6月30日、国際天文学連合の恒星の命名に関するワーキンググループ (Working Group on Star Names, WGSN) は、おとめ座κ星の固有名として、Kang を正式に承認した。